# Socorro Díaz Palacios
Socorro Díaz Palacios (16 de febrero de 1949). Es una destacada periodista y política mexicana nacida en el Estado de Colima.

## Periodista
Es egresada de la Escuela de Periodismo Carlos Septién García y desarrolló su carrera periodística en el periódico El Día, fundado por Enrique Ramírez y Ramírez. Ingresó a ese diario en 1970 como reportera y tras ejercer la dirección general durante 12 años salió de él en 1993 para dedicarse a la administración pública y la política.
Fue la primera mujer en recibir (1977) el Premio Nacional de Periodismo de México en divulgación cultural.  En 1981, fue la primera directora de un diario nacional. Fue subsecretaria de Gobernación, directora general del Instituto de Seguridad y Servicios Sociales de los Trabajadores del Estado (ISSSTE) y directora de LICONSA.
En el ámbito académico e internacional se desempeñó como profesora de la Escuela de Comunicación de la Facultad de Ciencias Políticas y Sociales de la Universidad Nacional Autónoma de México (UNAM) (1977-1980) y como miembro fundador del Comité contra la Tortura y otras penas crueles, inhumanas o degradantes de la Organización de las Naciones Unidas (1987-1990).

## Política
Fue postulada por el Partido Revolucionario Institucional (PRI) como senadora de la República y diputada federal uninominal por el primer distrito de Colima. En 1988 presidió el acto formal en el que Carlos Salinas de Gortari protestó el cargo de Presidente de la República ante el Congreso de la Unión.
En 1991 compitió en las primeras elecciones internas organizadas por el PRI para postular candidatos a las gubernaturas de los Estados. El PRI local nominó a Carlos de la Madrid Virgen, primo del expresidente de la República, oriundo de Colima, Miguel de la Madrid Hurtado. En el 2003, tras un episodio similar en su estado natal, renunció al PRI. Más tarde fue diputada federal plurinominal del Partido de la Revolución Democrática, bajo la figura estatutaria de externa, esto es, de no militante partidista.
Su oposición como legisladora al proceso de desafuero al que fue sometido Andrés Manuel López Obrador, jefe de gobierno del Distrito Federal, la vinculó en 2005 al movimiento político y social que encabeza en México el político tabasqueño. Durante la campaña electoral del 2006 operó como coordinadora de las redes de apoyo al candidato presidencial de la izquierda en la primera circunscripción electoral. Hasta el 20 de noviembre de 2012, fue integrante del Consejo Consultivo del Movimiento de Regeneración Nacional.

## Publicaciones
Es autora de numerosos artículos periodísticos y de los libros  Apuntes sobre la actualidad mexicana  (Editorial Gernika, 1996) con prólogo de Andrés Henestrosa, epílogo de José E. Iturriaga y mezzólogo de Enriqueta Cabrera;  Reporte 2006 - El Desquite  (Editorial Tinta, 2007); Enrique Ramírez y Ramírez - Remembranza e Iconografía en coautoría (Editorial Tinta, 2010). 
En 2012 bajo el sello Temas de Hoy, Editorial Planeta publicó El Huevo de la serpiente. El futuro de un Estado en crisis.
En marzo de 2016, la misma Editorial puso en circulación el libro de Díaz titulado Dinero, Política y Comunicación: La trama del poder.
En septiembre de 2019, Siglo XXI Editores puso en circulación su nuevo libro Muro de ira y humo. El presente de la relación México-Estados Unidos
En noviembre de 2021, Siglo XXI Editores puso en circulación su libro La Pandemia en una Crónica. Este texto es un recuento de hechos acerca del  inicio y desarrollo de la mayor crisis sanitaria registrada en un siglo y de sus consecuencias políticas, económicas, sociales y ambientales. Se presentó en la Feria Internacional del Libro de Guadalajara de ese año y se distribuye en librerías.